# Maren Röger
Maren Röger (* 24. Februar 1981 in Waiblingen) ist eine deutsche Kulturwissenschaftlerin, Historikerin und Hochschullehrerin. Ihre Forschungsschwerpunkte umfassen die Geschichte Ostmitteleuropas, insbesondere Polens vom 19. Jahrhundert bis heute, Besatzungs- und Kriegsfolgenforschung, Nationalsozialismus und Holocaust. Seit November 2021 ist sie in der Nachfolge von Christian Lübke Direktorin des Leibniz-Instituts für Geschichte und Kultur des östlichen Europa und Professorin an der Universität Leipzig.

## Leben und Wirken
Maren Röger studierte an der Leuphana Universität Lüneburg und der Universität Breslau Kulturwissenschaften, Neuere und Neueste Geschichte und Medienwissenschaften. Im Jahr 2010 wurde sie an der Justus-Liebig-Universität in Gießen promoviert. Ihre Dissertation Flucht, Vertreibung und Umsiedlung entstand im Rahmen des Gießener Graduiertenkollegs „Transnationale Medienereignisse“ und befasste sich erstmals umfassender mit der Rolle der Medien in der Erinnerungsgeschichte in Deutschland seit 1989 von Flucht und Vertreibung. Ab 2010 war sie für fünf Jahre wissenschaftliche Mitarbeiterin am Deutschen Historischen Institut in Warschau. Nach einem Sommersemester 2014 als Gastprofessorin an der Universität Hamburg war sie ab 2015 Juniorprofessorin und ab 2021 Professorin für „Verflechtungsgeschichte mit dem östlichen Europa“ an der Universität Augsburg. Dort leitete sie ab 2017 auch das Bukowina-Institut als wissenschaftliche und organisatorische Geschäftsführerin. Seit November 2021 ist sie Direktorin des Leibniz-Instituts und Professorin für „Geschichte des östlichen Europa/Ostmitteleuropa“ an der Universität Leipzig.
Für das Manuskript ihrer Studie Sexualpolitik und Besatzeralltag in Polen 1939–1945. Prostitution, Intimität, Gewalt erhielt Röger 2014 den mit 6000 Euro dotierten „Ernst Fraenkel Prize“ der Wiener Library. Es erschien 2015 als Buch unter dem Titel Kriegsbeziehungen. Intimität, Gewalt und Prostitution im besetzten Polen 1939 bis 1945. Die Untersuchung gebe „nicht nur Aufschluss über Voraussetzungen, Formen und Folgen sexueller Kriegsbeziehungen, sondern auch Einsicht in eine bisher defizitäre Historiografie“, befand Bianka Pietrow-Ennker. Röger sei es „sehr eindrucksvoll gelungen, das heikle Thema auf der Grundlage von Akten unterschiedlicher Institutionen aus polnischen, deutschen und amerikanischen Archiven, angereichert durch persönlich geführte Interviews, zu erforschen und damit eine gravierende Lücke zu schließen“.
Röger ist Mitherausgeberin des interdisziplinär und epochenübergreifend angelegten Journals für Kultur und Geschichte der Deutschen im östlichen Europa sowie der Zeitschrift für Ostmitteleuropa-Forschung.

## Veröffentlichungen
Monografien
- Flucht, Vertreibung und Umsiedlung. Mediale Erinnerungen und Debatten in Deutschland und Polen seit 1989 (= Studien zur Ostmitteleuropaforschung, Band 23). Verlag Herder-Institut, Marburg 2011, ISBN 978-3-87969-371-9.
  - polnische Ausgabe: Ucieczka, Wypędzenie i Przesiedlenie. Medialne Wspomnienia i Debaty w Niemczech i w Polsce po 1989 roku. Wydawnictwo Nauka i Innowacje, Poznań 2016 [Studia Brandtiana Translationes], ISBN 978-83-64864-23-0.
- Kriegsbeziehungen. Intimität, Gewalt und Prostitution im besetzten Polen 1939 bis 1945. S. Fischer, Frankfurt am Main 2015, ISBN 978-3-10-002260-8.
  - polnische Ausgabe: Wojenne związki. Polki i Niemcy podczas okupacji. Świat Książki, Warszawa 2016, ISBN 978-83-813-9567-0.
  - englische Ausgabe: Wartime Relations. Intimacy, Violence, and Prostitution in Occupied Poland, 1939–1945. Oxford University Press, Oxford 2020, ISBN 978-0-19-881722-2 (Übersetzung von Rachel Ward).

Herausgeberschaft
- mit Ruth Leiserowitz: Women and men at war. A gender perspective on World War II and its aftermath in Central and Eastern Europe (= Einzelveröffentlichungen des Deutschen Historischen Instituts Warschau, Band 28). fibre, Osnabrück 2012, ISBN 978-3-938400-83-8.
- mit Stephan Scholz und Bill Niven: Die Erinnerung an Flucht und Vertreibung. Ein Handbuch der Medien und Praktiken. Schöningh, Paderborn 2015, ISBN 978-3-506-77266-4.
- mit Machteld Venken: Growing up in the Shadow of the Second World War. European Perspectives / Grandir dans les brumes de la Seconde Guerre mondiale. Perspectives européennes. Special Issue, European Review of History / Revue européenne d'histoire 22 (2015).

Lexikonbeiträge
- In: Torben Fischer, Matthias N. Lorenz (Hrsg.): Lexikon der 'Vergangenheitsbewältigung' in Deutschland. Debatten- und Diskursgeschichte des Nationalsozialismus nach 1945. Transcript, Bielefeld 2007. 3. überarbeitete und erweiterte Auflage 2015, ISBN 978-3-8376-2366-6.
  - Adorno-Diktum
  - Bitburg-Affäre
  - Goebbels-Gorbatschow-Vergleich
  - Geistig-moralische Wende
  - Israel-Reise Helmut Kohls/Gnade der späten Geburt

Artikel
- Von Fischotter und seiner Frau. Besatzungsalltag und NS-Rassenpolitik am Beispiel eines deutsch-polnischen Paares im Generalgouvernement. In: Historische Zeitschrift, Jg. 155, Heft 1, 2014.[10]